# 청주고속버스터미널
청주고속버스터미널은 충청북도 청주시 흥덕구 가경동에 있는 버스 터미널이다. 고속버스 전산망상의 터미널 번호는 400이다.
1972년에 상당구 서문동에 처음 설립되었으며, 길 건너편에는 옛 충북은행 본점인 신한은행 충북영업부가 있다. 그러나 터미널 소재지인 서문동이 도심지인지라 시가지 내 교통 혼잡의 원인이 되자 1999년에 남서쪽의 흥덕구 가경동으로 이전하였으며, 기존 서문동 터미널은 철거된 후 홈플러스 성안점이 들어섰다. 이로 인한 거리 단축, 소요시간 단축 효과가 발생하여 이전 후 요금이 인하되기도 했다. 이전한 터미널은 청주여객터미널과 함께 가경터미널이라고 불린다. 청주고속버스터미널 옆에는 CGV가 입점해 있는 NC백화점(드림플러스)이 있으며, NC백화점을 건너가면 청주여객터미널이 있다. 따라서 NC백화점을 사이에 두고 고속터미널과 시외터미널이 대칭해 있다.
2017년부터 고속터미널의 현대화 공사가 추진되었고, 진통 끝에 가경동 고속터미널 건물을 철거한 후 2021년부터 신축에 들어갔다. 현대건설의 힐스테이트 청주 센트럴 주상복합 아파트와 함께 터미널이 신축되며, 2025년 6월 20일 완공되어 원래의 자리로 복귀하여 운영하고 있다. 이에 따라 현 터미널 건너편 이랜드타운힐스 내부에 청주임시고속버스터미널이 2021년 5월 25일에 개장되어 2025년 6월 19일까지 운영되었다. 그러나 현대화 사업을 마친 고속버스터미널의 박차공간이 부족하여 현대화 사업이 마무리 되었음에도 여전히 박차는 청주 나들목 및 오송읍 방향에 있는 비하동 SK주유소 뒤편을 사용하고 있다.
2025년 6월 20일 청주 커넥트 현대 1층으로 이전하였다.

## 운행 노선
| 운행 노선       | 운행업체            | 운행구간 | 운행구간 | 운행구간 | 경유지                     | 배차 간격 (분) | 시간표                                      |
| --------------- | ------------------- | -------- | -------- | -------- | -------------------------- | -------------- | ------------------------------------------- |
| 청주 ↔ 서울경부 | 속리산고속 중앙고속 | 청주     | ↔        | 서울경부 | 충렬사                     | 5~30           | 첫차:05:40(청주 기준) 막차:23:30(청주 기준) |
| 청주 ↔ 동서울   | 속리산고속 중앙고속 | 청주     | ↔        | 동서울   | 롯데마트 서청주점          | 30             | 첫차:06:00(청주 기준) 막차:21:55(청주 기준) |
| 청주 ↔ 광주     | 금호고속 속리산고속 | 청주     | ↔        | 광주     | 충렬사                     | 60             | 첫차:05:50(청주 기준) 막차:22:10(청주 기준) |
| 청주 ↔ 동대구   | 속리산고속 삼화고속 | 청주     | ↔        | 동대구   | 충렬사, 선산휴게소, 서대구 | 70~80          | 첫차:06:40(청주 기준) 막차:19:30(청주 기준) |
| 청주 ↔ 부산     | 속리산고속 한일고속 | 청주     | ↔        | 부산     | 충렬사, 낙동강휴게소       | 90             | 첫차:06:30(청주 기준) 막차:19:30(청주 기준) |
| 청주 ↔ 부산사상 | 속리산고속 한일고속 | 청주     | ↔        | 부산사상 | 충렬사, 선산휴게소         | 2회            | 09:00, 15:00                                |

## 시설
청주고속버스터미널 건물은 2층으로 되어 있으며, 다음과 같다.
- 1층 : 매표 및 안내, 대합실, 편의시설, 상가, 금호속리산고속 본사
- 2층 : 상가
- 건물 외 : 승차장, 하차장, 화물보관소, 터미널 주유소
- 기타 : 메가폴리스·롯데마트 청주점과 건물이 통해 있다.

## 주변 정보
- 청주여객터미널
- 메가폴리스
- 롯데마트 청주점
- NC백화점구드림플러스
- CGV 청주터미널
- 영풍문고
- 커넥트 현대 청주